# Nikolas Tombazis
Nikolas Tombazis, né le 22 avril 1968 à Athènes, en Grèce, est un ingénieur grec. Il est notamment connu pour travailler en Formule 1 depuis 1992 pour les écuries Benetton Formula, McLaren Racing, Ferrari et Manor Racing. En 2018, il rejoint la Fédération internationale de l'automobile en qualité de responsable technique du département monoplace.

## Biographie
Nikolas Tombazis fait ses études au Trinity College de Cambridge, où il obtient son diplôme d'ingénieur en 1989. Il obtient ensuite un doctorat en génie aéronautique à l'Imperial College de Londres en 1992.
En novembre 1992, il rejoint l'écurie de Formule 1 Benetton Formula, où il est promu aérodynamicien en chef en 1994. Trois ans plus tard, il rejoint la Scuderia Ferrari, où, en 1998, il est devenu chef de l'aérodynamique et de la CFD. Il quitte l'écurie en 2003 pour effectuer son service militaire en Grèce. En 2004, il retourne au Royaume-Uni pour travailler avec McLaren, en tant que chef aérodynamicien, avant de devenir designer en chef. Il joue un rôle prépondérant dans la conception de la McLaren MP4-20 de 2005.
En mars 2006, Tombazis retourne chez Ferrari, en qualité que designer en chef. Il quitte l'écurie italienne le 16 décembre 2014. Le 15 janvier 2016, il est recruté par Manor Racing en tant qu'aérodynamicien en chef. Après la faillite de l'écurie britannique, il fonde son propre cabinet de conseil, appelé MAA, et a officié comme professeur invité en aérodynamique à l'Imperial College de Londres.
Le 6 mars 2018, il rejoint la Fédération internationale de l'automobile en qualité de responsable technique du département monoplace.